# Josiah Power
Josiah Power è un supereroe immaginario pubblicato dalla DC Comics. Comparve per la prima volta in JLA n. 61 (febbraio 2002), ma le sue origini furono raccontate in Power Company: Josiah Power n. 1 (marzo 2002). Josiah fu creato da Kurt Busiek e Tom Grummett.

## Biografia del personaggio
L'impressionabilmente alto e serio Josiah Power era uno degli avvocati migliori d'America finché il suo metagene non fu messo in moto durante l'invasione aliena in cui scoppiò una Gene Bomba.
Dopo l'inaspettata attivazione pubblica del suo metagene in un'aula giudiziaria, il procuratore aziendale Power fu licenziato dal suo studio legale. Power aveva poco interesse nel diventare un tradizionale eroe in costume, ma presto capì che non poteva esercitare la professione legale senza attirare su di sé l'attenzione del pubblico.

### Power Company
Uscendo da un periodo di depressione e altri problemi, Josiah trovò un modo di combinare le sue vecchie abilità con quelle nuove. Decise di fondare un business fatto di supereroi a noleggio, strutturato come uno studio legale, con partner e soci.
Chiamò il suo nuovo team Power Company. Durante il suo periodo nel team, entrò in coma a causa di una ferita da arma da fuoco e Firestorm divenne un socio. Da lì in poi guarì e riprese le sue attività. Josiah vive con il suo amico e partner Rupert.

## Poteri e abilità
- Partecipò di rado alle missioni della Compagnia. Fece qualche eccezione, ma solo quando la situazione era molto grave. Quando attiva i suoi poteri, Josiah diventa un gigante di tre metri grigio e la sua pelle diventa simile alla roccia, e una specie di aura d'energia comincia luccicare intorno al suo corpo. Ottiene super forza, invulnerabilità e si pensa anche dei poteri a base d'energia.
- Ad un certo punto, dopo averlo visto in azione, Superman affermò che Josiah è uno dei meta più potenti che abbia mai visto.